# Franciszek Alter

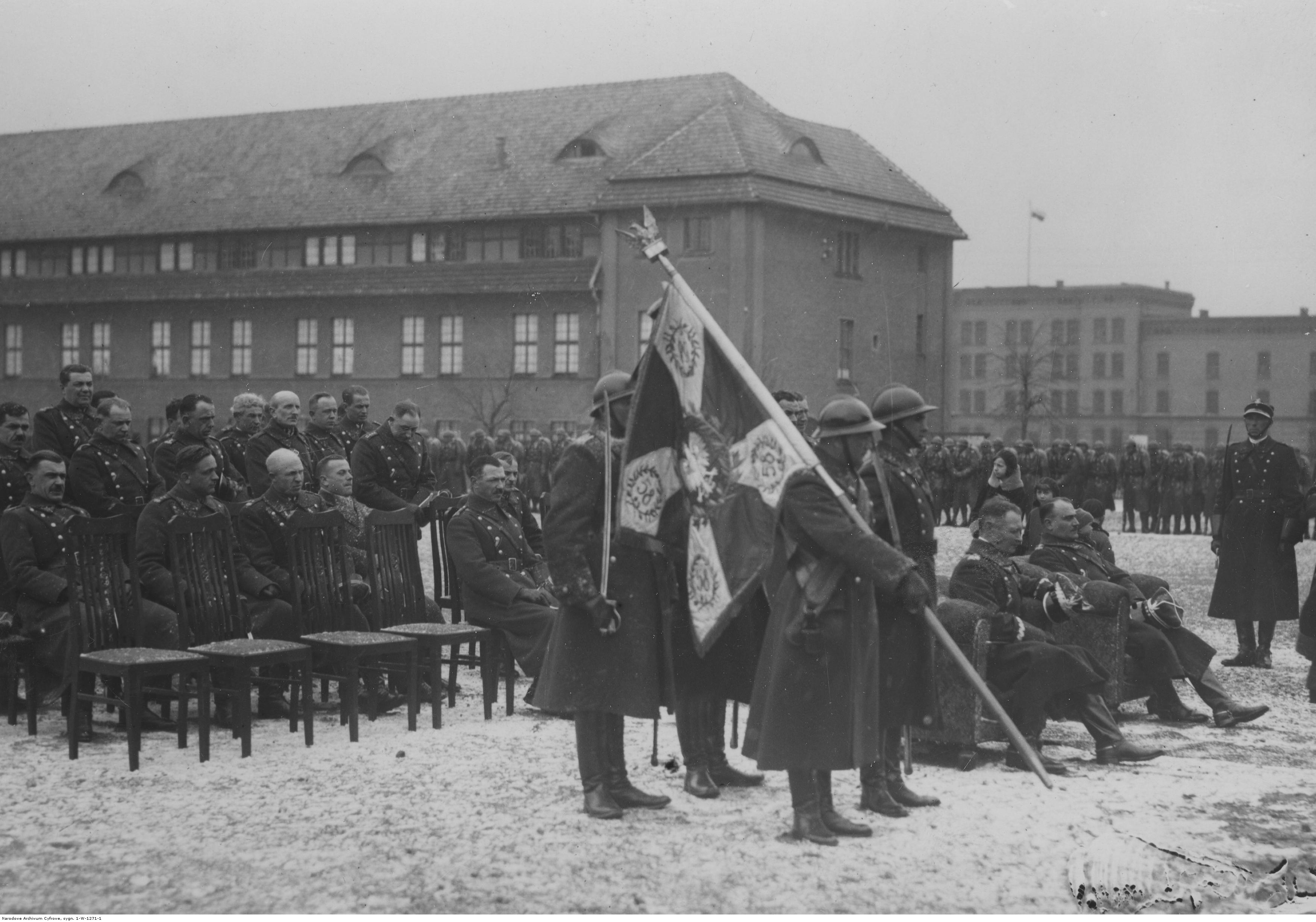
Wręczenie proporca 58 pp za zdobycie I miejsca w strzeleckich zawodach dywizyjnych; płk Franciszek Alter w pierwszym rzędzie krzeseł; marzec 1932

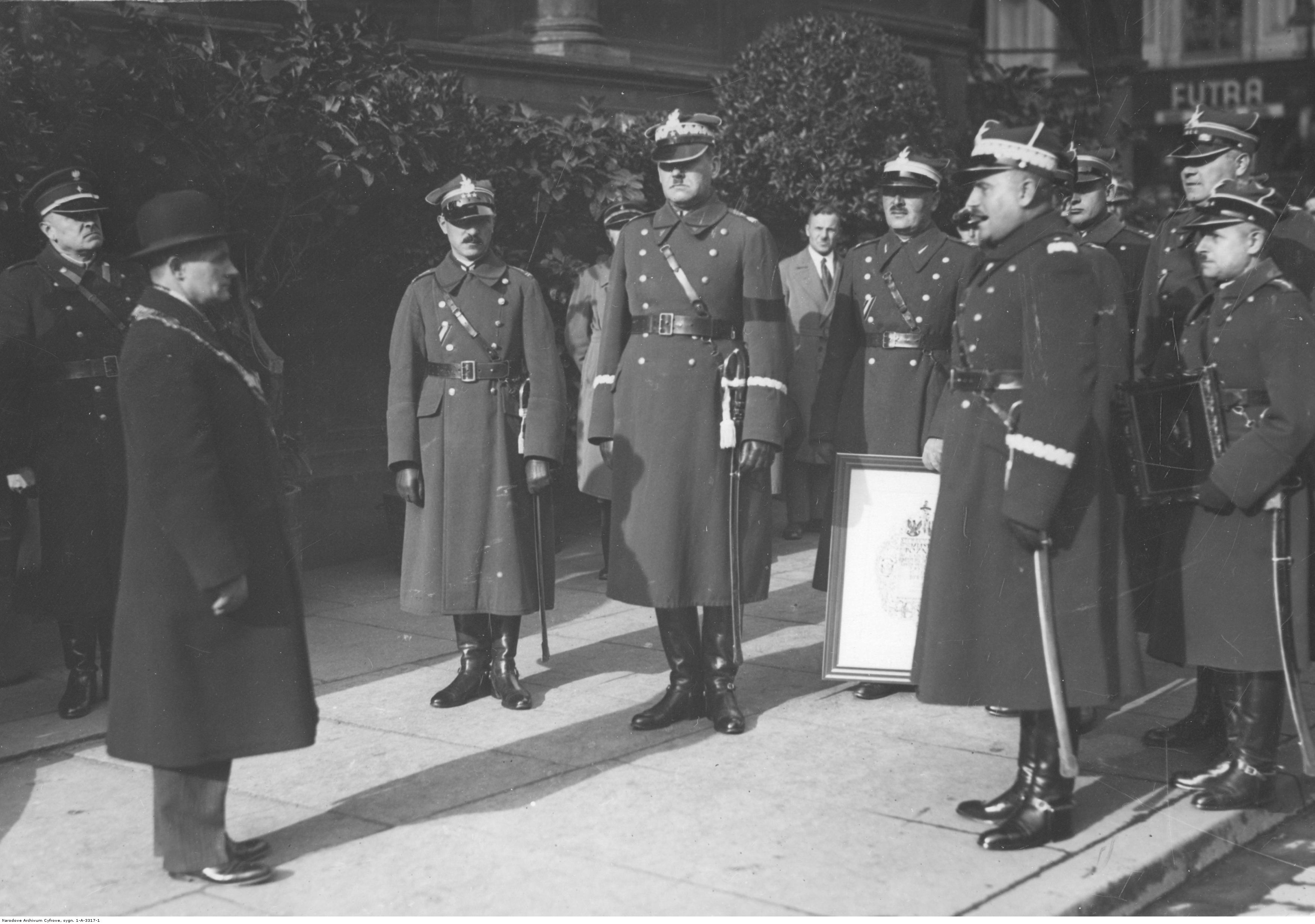
Wręczenia Poznaniowi odznaki honorowej 14 DP - płk Franciszek Alter pierwszy z lewej wśród wojskowych

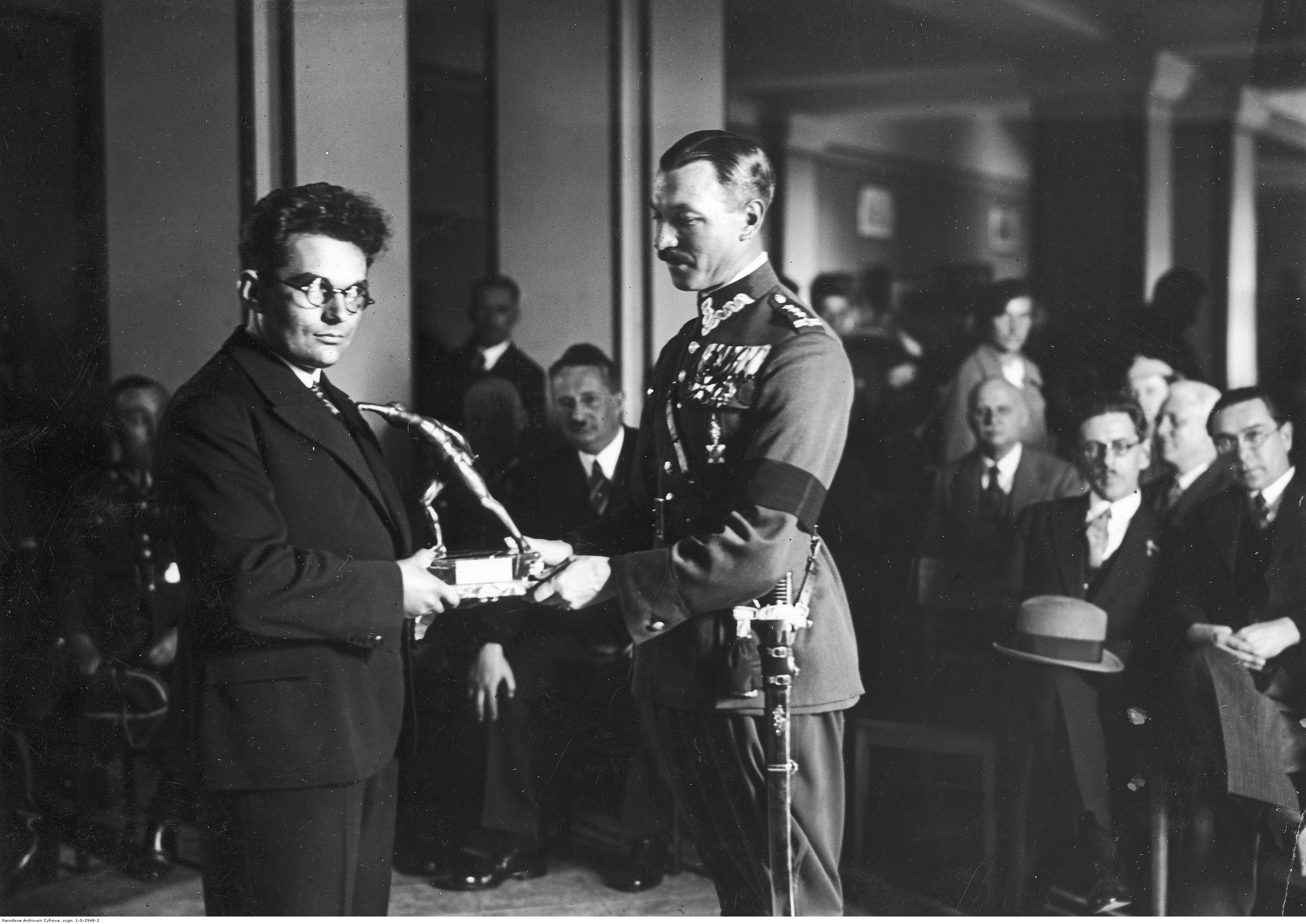
Zawody Strzeleckie, Łucznicze i Myśliwskie w Poznaniu - płk Franciszek Alter wręcza nagrodę uczestnikowi zawodów; czerwiec 1935

Franciszek Ksawery Alter (ur. 22 listopada 1889 we Lwowie, zm. 23 stycznia 1945 w Garmisch-Partenkirchen) – generał brygady Wojska Polskiego.

## Życiorys
Franciszek Alter w latach 1900–1905 uczęszczał we Lwowie do II Gimnazjum. W 1905 wstąpił do austriackiego Korpusu Kadetów przy 95 pułku piechoty we Lwowie. Po jego skończeniu w 1909 otrzymał przydział do 56 pułku piechoty, w którym służył do 1912 i ponownie w okresie od stycznia 1917 do stycznia 1918, jako dowódca plutonu i kompanii. W latach 1912–1916 oraz od stycznia do października 1918 pełnił służbę wojskową w komendzie uzupełnień w Wadowicach.
1 listopada 1918 zgłosił się do służby w odrodzonym Wojsku Polskim. Dostał rozkaz zorganizowania w Wadowicach batalionu piechoty. W czasie wojny z bolszewikami służył w 12 pułku piechoty, w którym był adiutantem dowódcy pułku, a następnie dowodził III batalionem.
Po zakończeniu działań wojennych pozostawał w 12 pp, pełniąc funkcje zastępcy i dowódcy pułku. Zajmował to stanowisko do 3 maja 1922. Od sierpnia 1922 do stycznia 1931 dowodził 77 pułkiem piechoty w Lidzie. W międzyczasie (5 stycznia – 23 maja 1923) odbył kurs dowódców pułków w Doświadczalnym Centrum Wyszkolenia w Rembertowie. 21 stycznia 1931 został mianowany dowódcą piechoty dywizyjnej 14 Dywizji Piechoty w Poznaniu. W międzyczasie, od 10 listopada 1932 do 10 sierpnia 1933, był słuchaczem VII Kursu Centrum Wyższych Studiów Wojskowych w Warszawie. 12 października 1935 został wyznaczony na stanowisko dowódcy 25 Dywizji Piechoty w Kaliszu.
Wojnę z Niemcami przebył na czele 25 DP w składzie Armii „Poznań” gen. Tadeusza Kutrzeby. W pierwszych dniach września 1939 dywizja brała udział w walkach na terenie Wielkopolski, skąd musiała się jednak wraz z pozostałymi jednostkami Armii wycofać. Od 9 września uczestniczyła w bitwie nad Bzurą w składzie GO „Koło” gen. bryg. Edmunda Knoll-Kownackiego. Następnie 21 września po ciężkich walkach w Puszczy Kampinoskiej przedarła się mocno osłabiona do Warszawy. Walczyła w obronie stolicy na odcinku Warszawa-Zachód do jej kapitulacji 28 września. W czasie kapitulacji stolicy gen. Alter miał możliwość odlotu samolotem za granicę, ale nie skorzystał z niej pozostając do końca ze swoimi żołnierzami.
W niewoli niemieckiej proponowano mu podpisanie niemieckiej listy narodowościowej, ale propozycje tę odrzucił, za co był szykanowany przez władze obozowe. Od 1941 przebywał w Oflagu VII A Murnau. W 1944 poważnie chory został przeniesiony do szpitala w Garmisch-Partenkirchen, gdzie zmarł 23 stycznia 1945. Tam też został pochowany. Później prochy przeniesiono na Cmentarz obozowy w Murnau.

## Awanse
- chorąży – 1909,
- podporucznik – 1912,
- porucznik – 1916,
- kapitan – 1918,
- major – 1920,
- podpułkownik – 3 maja 1922 zweryfikowany ze starszeństwem z dniem 1 czerwca 1919 i 224. lokatą w korpusie oficerów piechoty[4],
- pułkownik – 16 marca 1927 ze starszeństwem z dniem 1 stycznia 1927 i 19. lokatą w korpusie oficerów piechoty[5],
- generał brygady – ze starszeństwem z dniem 19 marca 1939 i 4. lokatą w korpusie generałów[6].

## Ordery i odznaczenia
- Krzyż Srebrny Orderu Wojskowego Virtuti Militari nr 212 (1921)[7]
- Krzyż Oficerski Orderu Odrodzenia Polski (7 listopada 1925)[8][9]
- Krzyż Walecznych (czterokrotnie, po raz 1 i 2 w 1921)[10]
- Złoty Krzyż Zasługi (19 marca 1935)[11][12]
- Medal Niepodległości (2 sierpnia 1931)[13]
- Medal Pamiątkowy za Wojnę 1918–1921[14]
- Medal Dziesięciolecia Odzyskanej Niepodległości[14]
- Państwowa Odznaka Sportowa[14]

## Opinie
Oficer inteligentny, dyscyplinowany z dużym doświadczeni bojowym. Zawsze spokojny, zrównoważony, umie zorganizować pracę w dywizji podniósł wyszkolenie. Robi postępy w dowodzeniu. Organizator i administrator bardzo dobry. Jako wychowawca wzorowy- sprawiedliwy, życzliwy dla swoich podkomendnych i przez nich lubiany. Oceniam go jako bardzo dobrego dowódcę wielkiej jednostki. Fizycznie bardzo wytrzymały. /-/ gen. Rómmel